# Hong Tianguifu
Hong Tianguifu (洪天貴福; Huadu, provincia de Cantón, 23 de noviembre de 1849 - Nanchang, 18 de noviembre de 1864), también llamado Hong Tiangui o Hong Futian (洪福瑱), fue el segundo y último rey del Reino Celestial Taiping.
Hong sucedió a su padre a los catorce años y no fue respetado como su padre por los príncipes, que hablaron desfavorablemente de él. Li Xiucheng escribió en su autobiografía, que fue escrita poco antes de su ejecución, que Hong Tianguifu era descrito como "inexperto", "mimado" e "incapaz". Además, Hong Tianguifu nunca supo montar un caballo, lo que era esencial para los líderes y comandantes en las guerras.

## Asedio del reino celestial
Cuatro meses después de su coronación, la capital del reino celestial fue tomada por las tropas de la Dinastía Qing, y Hong Tianguifu, Hong Rengan y Huang Wenjin se vieron obligados a huir de la ciudad al día siguiente, bajo la protección de la noche, y Huang Wenjin murió de sus heridas. El resto de los supervivientes intentaron escapar a la región fronteriza de Jiangxi, Guangdong y Fujian para unirse a las fuerzas remanentes Taiping lideradas por Li Shixian, pero el 9 de octubre de 1864, fueron emboscados por el ejército Qing en Shicheng que buscaban al joven heredero. El 25 de octubre fue capturado por los soldados imperiales y ejecutado por la técnica de la "muerte por mil cortes", a la edad de 14 años; más tarde su regente Hong Rengan también fue ejecutado.
Antes de su ejecución clamó las siguientes palabras:

Guangdong no es un lugar agradable, no quiero volver. Solo quiero estudiar con el Viejo Maestro Tang en Hunan, y debería ser un gran erudito, "Quiero ser un buen erudito".

Este comentario aparentemente inocente, sin sentido e irrelevante fue considerado por algunos como un intento desesperado e inútil de evitar su muerte confundiendo al verdugo sobre sus futuras intenciones, pero también podría reflejar su total falta de comprensión de lo que le estaba sucediendo a él, y a su reino perdido. A su muerte, el Reino Celestial de la Gran Paz de los Taiping fue destruido y disuelto.